# Eerste klasse 1933-34 (voetbal België)
Het seizoen 1933/34 van de Belgische Eerste Klasse begon in de zomer van 1933 en eindigde in de lente van 1934. De competitie telde 14 clubs. Union Royale Saint-Gilloise verlengde zijn landstitel, de tiende uit de geschiedenis van de club. De club won autoritair en ongeslagen met ruime voorsprong op Daring Club de Bruxelles en Standard Club Liège..

## Gepromoveerde teams
Deze teams waren gepromoveerd uit de Tweede Klasse voor de start van het seizoen:
- Belgica FC Edegem (kampioen in Eerste Afdeeling A)
- R. Tilleur FC (kampioen in Eerste Afdeeling B)

## Degraderende teams
Deze teams degradeerden naar Tweede Klasse op het eind van het seizoen:
- R. Racing Club de Bruxelles
- R. Tilleur FC

## Eindstand
|   |    |                             | P  | W  | G | V  | +  | -  | DS  | Ptn |
| - | -- | --------------------------- | -- | -- | - | -- | -- | -- | --- | --- |
| K | 1  | Union Royale Saint-Gilloise | 26 | 17 | 9 | 0  | 88 | 35 | 53  | 43  |
|   | 2  | Daring Club de Bruxelles SR | 26 | 16 | 3 | 7  | 67 | 42 | 25  | 35  |
|   | 3  | R. Standard Club Liège      | 26 | 17 | 1 | 8  | 92 | 65 | 27  | 35  |
|   | 4  | K. Liersche SK              | 26 | 14 | 1 | 11 | 56 | 57 | -1  | 29  |
|   | 5  | R. Antwerp FC               | 26 | 9  | 9 | 8  | 71 | 54 | 17  | 27  |
|   | 6  | R. Beerschot AC             | 26 | 11 | 5 | 10 | 60 | 53 | 7   | 27  |
|   | 7  | TSV Lyra                    | 26 | 10 | 6 | 10 | 49 | 52 | -3  | 26  |
|   | 8  | RCS Brugeois                | 26 | 9  | 7 | 10 | 53 | 50 | 3   | 25  |
|   | 9  | RFC Malinois                | 26 | 10 | 5 | 11 | 71 | 56 | 15  | 25  |
|   | 10 | RRC de Gand                 | 26 | 7  | 8 | 11 | 53 | 69 | -16 | 22  |
|   | 11 | RC Malines SR               | 26 | 6  | 8 | 12 | 40 | 58 | -18 | 20  |
|   | 12 | Belgica FC Edegem           | 26 | 8  | 4 | 14 | 66 | 76 | -10 | 20  |
| D | 13 | R. Racing Club de Bruxelles | 26 | 7  | 3 | 16 | 47 | 97 | -50 | 17  |
| D | 14 | R. Tilleur FC               | 26 | 6  | 1 | 19 | 43 | 92 | -49 | 13  |

P: wedstrijden gespeeld, W: wedstrijden gewonnen, G: gelijke spelen, V: wedstrijden verloren, +: gescoorde doelpunten, -: doelpunten tegen, DS: doelsaldo, Ptn: totaal punten
K: kampioen, D: degradeert
1895/96 · 1896/97 · 1897/98 · 1898/99 · 1899/00 · 1900/01 · 1901/02 · 1902/03 · 1903/04 · 1904/05 · 1905/06 · 1906/07 · 1907/08 · 1908/09 · 1909/10 · 1910/11 · 1911/12 · 1912/13 · 1913/14 · 1914/15 · 1915/16 · 1916/17 · 1917/18 · 1918/19 · 
1919/20 · 1920/21 · 1921/22 · 1922/23 · 1923/24 · 1924/25 · 1925/26 · 1926/27 · 1927/28 · 1928/29 · 1929/30 · 1930/31 · 1931/32 · 1932/33 · 1933/34 · 1934/35 · 1935/36 · 1936/37 · 1937/38 · 1938/39 · 1939/40 · 1940/41 · 1941/42 · 1942/43 · 1943/44 · 1944/45 · 1945/46 · 1946/47 · 1947/48 · 1948/49 · 1949/50 · 1950/51 · 1951/52 · 1952/53 · 1953/54 · 1954/55 · 1955/56 · 1956/57 · 1957/58 · 1958/59 · 1959/60 · 1960/61 · 1961/62 · 1962/63 · 1963/64 · 1964/65 · 1965/66 · 1966/67 · 1967/68 · 1968/69 · 1969/70 · 1970/71 · 1971/72 · 1972/73 · 1973/74 · 1974/75 · 1975/76 · 1976/77 · 1977/78 · 1978/79 · 1979/80 · 1980/81 · 1981/82 · 1982/83 · 1983/84 · 1984/85 · 1985/86 · 1986/87 · 1987/88 · 1988/89 · 1989/90 · 1990/91 · 1991/92 · 1992/93 · 1993/94 · 1994/95 · 1995/96 · 1996/97 · 1997/98 · 1998/99 · 1999/00 · 2000/01 · 2001/02 · 2002/03 · 2003/04 · 2004/05 · 2005/06 · 2006/07 · 2007/08 · 2008/09 · 2009/10 · 2010/11 · 2011/12 · 2012/13 · 2013/14 · 2014/15 · 2015/16 · 2016/17 · 2017/18 · 2018/19 · 2019/20 · 2020/21· 2021/22 · 2022/23 · 2023/24 · 2024/25